# Špatné vychování
Špatné vychování (v originále Bad Education) je americký hraný film z roku 2019, který režíroval Cory Finley podle skutečné události. Snímek měl světovou premiéru na Mezinárodním filmovém festivalu v Torontu 8. září 2019.

## Děj
Dr. Frank Tassone je oblastním ředitelem veřejných škol na Long Islandu. Spolu se svou ekonomickou zástupkyní Pamelou Gluckinovou usiluje o zlepšení škol a připravují projekt nové školy. Frank je oblíben studenty i rodiči. Frank tvrdí, že je vdovec, ale ve skutečnosti je gay a žije s partnerem Tomem. Během konference v Las Vegas potká svého bývalého studenta Kylea Contrerase, se kterým udržuje poměr.
Studentka Rachel Bhargava má pro školní časopis napsat článek o novém školním projektu. Při shromažďování podkladů začíná objevovat nesrovnalosti ve financování. Mezitím se zjistí, že Pam využila školní peníze na renovaci svého domu. Následující den je Pam konfrontována se členy školské rady. Aby Frank zakryl svou vlastní roli při defraudaci, přesvědčí školskou radu, aby utajila zpronevěru před veřejností. Přesvědčí také okresního auditora Phila Metzgera, aby odhadl ukradenou částku na přibližně 250 000 dolarů, a to i přesto, že skutečná částka je mnohem vyšší. Pam je propuštěna z práce, oficiálně ze zdravotních důvodů.
Zatím Rachel objevila důkazy o zpronevěře ve formě objednávek na neplněné dodávky a konzultace placené neznámým společnostem dosahující několik miliónů dolarů. Jede na Manhattan, aby prozkoumala jednu z těchto neznámých společností. Když dorazí na danou adresu, zjistí, že to není kancelářská budova, ale bytový dům. Byt ve skutečnosti patří Tomovi Tuggierovi, Frankovu dlouholetému partnerovi. Tom je také registrovaným majitelem podvodné společnosti. Rachel publikuje svá zjištění ve školním časopise. Je zahájeno vyšetřování. Frank uprchne do Nevady za Kyleem do domu, který pro něj koupil. Frank je zatčen a spolu s Pam odsouzen k vězení.

## Obsazení
| Hugh Jackman          | Dr. Francis A. Tassone |
| Allison Janney        | Pamela Gluckin         |
| Ray Romano            | Bob Spicer             |
| Geraldine Viswanathan | Rachel Bhargava        |
| Alex Wolff            | Nick Fleischman        |
| Rafael Casal          | Kyle Contreras         |
| Stephen Spinella      | Tom Tuggiero           |
| Annaleigh Ashford     | Jenny Aquila           |
| Jeremy Shamos         | Phil Metzger           |
| Hari Dhillon          | David Bhargava         |
| Jimmy Tatro           | Jim Boy McCarden       |
| Ray Abruzzo           | Howard Gluckin         |
| Kayli Carter          | Amber McCarden         |
| Pat Healy             | vyšetřovatel           |
| Kathrine Narducci     | Sharon Katz            |
| Welker White          | Mary Ann               |
| Catherine Curtin      | Judy Shapiro           |